# Planck Stars
PLANCK STARS (プランクスターズ) é um grupo idol japonês de Hiroshima. Elas estrearam em 2018 e chegaram ao sucesso em 2021. Seu estilo musical é uma mistura de rock e EDM.

## Carreira
O grupo foi criado com o conceito de "delinquentes de espírito livre". O nome, "Planck Stars", na pronúncia japonesa, soa parecido com a palavra em inglês "pranksters", que significa algo como "pregadores de pegadinhas". Isso descreve muitas das controvérsias nas quais o grupo já se envolveu. Suas peripécias incluem desde uma das membros sair do palco no meio de uma música para comprar um churro e só voltar no fim do show; a soltarem 300 grilo vivos no público.
Membros do grupo já quebraram o teto de uma casa de shows a marteladas (durante a apresentação); dormiram no palco; pisaram em um fã (a pedido do próprio); jogaram tinta e molho shoyu na plateia; cuspiram sementes de melancia na boca de outro fã (também a pedido dele); e fizeram mais um deles beber detergente.
Todo esse conceito nasceu de um desejo de ir contra a cultura de grupos idols de garotas japonesas, que costumam ser muito controladas sobre quem devem ser e como devem agir em público. Membros do Planck Stars usam roupas extravagantes; cantam letras com conteúdo explícito e palavrões; e até têm um macaco e uma cachorra como membros oficiais.
Uma de suas pegadinhas mais famosas aconteceu em 2022, quando fizeram uma competição para ver qual membro do grupo conseguiria vender mais ingressos para um show. A vencedora ganharia uma bicicleta, e a que ficasse em último lugar teria que fazer um vídeo divulgado como "AV", o que foi interpretado como "adult video", ou seja, pornografia. Isso gerou grande fluxo de críticas nas redes sociais e em veículos da imprensa. Todavia, ao fim do concurso, a membro que menos vendeu ingressos foi Puri-chan, a cachorra, que obviamente não vendeu um ingresso sequer. Foi, então, divulgado um vídeo dela brincando no parque, um vídeo de animal, ou "animal video", daí o verdadeiro significado de "AV".
Em 2022, elas lançaram seu primeiro mini álbum, chamado Ochi Omega Rema, que chegou ao topo da Oricon.
Elas já fizeram apresentações na Tailândia, Estados Unidos, Inglaterra, Taiwan e Coreia do Sul, tendo feito músicas inspiradas por tais lugares.
Em 2024, se apresentaram no Brasil pela primeira vez no Anime Summit, em Brasília.

## Fim e recomeço
Em 2025, o grupo chegou ao fim, com uma apresentação final de despedida em nove de fevereiro. Entretanto, pouco tempo depois, foi anunciado que a banda seria refeita com novas integrantes e o plano inicial era que a nova formação faria sua primeira apresentação no Brasil. Quatro integrantes permanecerão.

## Integrantes
Todas as integrantes se apresentam com seus nomes artísticos, que são:
- Majikami☆Kanna
- Anaru Rairai
- Momoshikiya Furukinokibano Shinobunimo Naoamariaru Mukashinarikeri
- Candy Vivid Paradise

## Ex-integrantes
- Karei pan Yotsuba
- Hebina Erika
- Mana Tissue Fold
- Tanaka Iroha (saiu do grupo dizendo ser "psicologicamente impossível de continuar")[16]
- Sumi Tan
- Chan Richan
- Hikicomo Ricca
- uyu
- Koharu Nushi
- Emma Chacha

## Ligações Externas
Site oficial